# Équation cartésienne
 (juin 2024).
Si vous disposez d'ouvrages ou d'articles de référence ou si vous connaissez des sites web de qualité traitant du thème abordé ici, merci de compléter l'article en donnant les références utiles à sa vérifiabilité et en les liant à la section « Notes et références ».
En géométrie analytique, les solutions d'une équation {\displaystyle E} d'inconnues {\displaystyle x} et {\displaystyle y} peuvent être interprétées comme un ensemble de points {\displaystyle M(x,y)} du plan affine, rapporté à un repère cartésien. Quand ces points forment une courbe, on dit que {\displaystyle E} est une équation cartésienne de cette courbe. Plus généralement, une ou plusieurs équations cartésiennes à {\displaystyle n} inconnues déterminent un ensemble de points de l'espace affine de dimension {\displaystyle n}.

## Exemples
Dans un espace à {\displaystyle n} dimensions, une équation cartésienne est par exemple de la forme {\displaystyle f(x)=0}, où {\displaystyle f} est une fonction de {\displaystyle \mathbb {R} ^{n}} dans {\displaystyle \mathbb {R} }.
- Dans le plan ({\displaystyle n=2}), l'équation s'écrit {\displaystyle f(x,y)=0}.
- Dans l'espace ordinaire ({\displaystyle n=3}), l'équation s'écrit {\displaystyle f(x,y,z)=0}.

## Équations de courbes dans le plan
- Équation d'une droite : {\displaystyle ax+by+c=0}, où {\displaystyle a}, {\displaystyle b} et {\displaystyle c} sont des constantes réelles. Un vecteur directeur de cette droite est {\displaystyle {\vec {u}}(-b;a)} ; un vecteur orthogonal est {\displaystyle {\vec {v}}(a;b)}. Si {\displaystyle c=0} la droite passe par l'origine. Si {\displaystyle a=0} elle est parallèle à l'axe {\displaystyle Ox}, sinon elle le coupe au point {\displaystyle \left(-{\frac {c}{a}};0\right)} ; si {\displaystyle b=0} elle est parallèle à l'axe {\displaystyle Oy}, sinon elle le croise au point {\displaystyle \left(0;-{\frac {c}{b}}\right)}.
- Équation du cercle de centre {\displaystyle (x_{0};y_{0})} et de rayon {\displaystyle R} : {\displaystyle (x-x_{0})^{2}+(y-y_{0})^{2}=R^{2}}.
- Équation d'une ellipse dont les axes de symétrie sont parallèles à ceux du repère : {\displaystyle \left({\frac {x-x_{0}}{a}}\right)^{2}+\left({\frac {y-y_{0}}{b}}\right)^{2}=1}, où {\displaystyle x_{0},y_{0},a} et {\displaystyle b} sont des constantes réelles ({\displaystyle a} et {\displaystyle b} étant non nuls, et généralement choisis positifs). Cette ellipse a pour centre le point {\displaystyle (x_{0};y_{0})}, et pour demi-axes {\displaystyle |a|} et {\displaystyle |b|}[1].

## Équations de surfaces dans l'espace
- Équation d'un plan : {\displaystyle ax+by+cz+d=0}. Ce plan est orthogonal au vecteur {\displaystyle {\vec {v}}(a;b;c)}. Si {\displaystyle a=0} il est parallèle à l'axe {\displaystyle Ox}, sinon il coupe cet axe au point {\displaystyle \left(-{\frac {d}{a}};0;0\right)} ; si {\displaystyle b=0} il est parallèle à l'axe {\displaystyle Oy}, sinon il coupe cet axe au point {\displaystyle \left(0;-{\frac {d}{b}};0\right)}  ; si {\displaystyle c=0} il est parallèle à l'axe {\displaystyle Oz}, sinon il coupe cet axe au point {\displaystyle \left(0;0;-{\frac {d}{c}}\right)}.
- Équation de la sphère de centre {\displaystyle (x_{0};y_{0};z_{0})} et de rayon {\displaystyle R} : {\displaystyle (x-x_{0})^{2}+(y-y_{0})^{2}+(z-z_{0})^{2}=R^{2}}.

## Équations de courbes dans l'espace
Une courbe dans l'espace peut être définie comme l'intersection de deux surfaces, donc par deux équations cartésiennes. Une droite dans l'espace sera ainsi définie comme l'intersection de deux plans, donc par deux équations de plan.